# Typhochrestus curvicervix
Typhochrestus curvicervix är en spindelart som först beskrevs av Denis 1964.  Typhochrestus curvicervix ingår i släktet Typhochrestus och familjen täckvävarspindlar.
Artens utbredningsområde är Tunisien. Inga underarter finns listade i Catalogue of Life.